# Marbury (Alabama)
Marbury es un lugar designado por el censo ubicado en el condado de Autauga en el estado estadounidense de Alabama. En el Censo de 2010 tenía una población de 1418 habitantes y una densidad poblacional de 37,93 personas por km².

## Geografía
Marbury se encuentra ubicado en las coordenadas 32°41′3″N 86°28′34″O / 32.68417, -86.47611. Según la Oficina del Censo de los Estados Unidos, Marbury tiene una superficie total de 60.17 km², de la cual 59.97 km² corresponden a tierra firme y (0.33%) 0.2 km² es agua.

## Demografía
Según el censo de 2010, había 1418 personas residiendo en Marbury. La densidad de población era de 37,93 hab./km². De los 1418 habitantes, Marbury estaba compuesto por el 92.17% blancos, el 3.81% eran afroamericanos, el 0.14% eran amerindios, el 0% eran asiáticos, el 0% eran isleños del Pacífico, el 1.76% eran de otras razas y el 2.12% pertenecían a dos o más razas. Del total de la población el 3.81% eran hispanos o latinos de cualquier raza.